# 佐沢太郎
佐沢 太郎（さざわ / ささわ たろう、1838年8月8日（天保9年6月19日） - 1896年（明治29年）5月26日）は明治時代の日本の洋学者、文部官僚。旧名元太郎、諱は高仰。

## 来歴
天保9年6月19日（1838年8月8日）、備後国品治郡新市村に三木嘉久平の五子として生まれる。福山藩儒江木鰐水の門に学んだのち、安政2年（1855年）に品治郡江良村の医師佐沢泰介の養継子となり、蘭方医となるため藩校誠之館の洋学教官寺地舟里、次いで長州藩の青木周弼に師事。さらに文久元年（1861年）、大阪の緒方洪庵に入門し、翌年秋には幕命により江戸に赴く師に同伴。幕府の西洋医学研究教育機関・医学所に入った。文久3年（1863年）、福山藩から洋学修行を命じられ、幕府の洋学研究教育機関・洋書調所（同年中に開成所と改称）でも修学。のち専ら開成所で学び、フランス語を研鑚した。
元治元年（1864年）、開成所句読師を命じられ、慶応2年（1866年）に開成所教授手伝並に昇進。蘭学係、次いで仏学掛となった。慶応末年には化学教官辻理之助（新次）らとともに『遠近新聞』を発行している。幕府崩壊後の慶応4年（1868年）7月、福山に帰藩すると洋学助教を命じられ、明治2年（1869年）9月には兵学助教を兼務。12月、洋学教授兼兵学教授に進み、翌年12月の官制改革で福山藩一等教授となったのち、明治4年（1871年）11月の福山県廃止にともない解職となった。この間、明治3年に藩庁が学制改革を布達すると河村重秀ら校務掛とともに改革の実施に当たり、漢学中心の藩校を廃して普通学を授ける小・中学校および女学校を設けた。翌年には郡村庶民のための啓蒙所設立の発起人に名を連ねている。
明治5年（1872年）2月、文部省九等出仕となり編輯寮に勤務。編輯寮廃止後の同年10月、文部省八等出仕に進み、はじめ学務課翻訳掛、次いで教科書編成掛、反訳課、報告課に勤務した。明治6年（1873年）に文部省から刊行された訳書『仏国学制』は明治5年8月に制定された学制の立案にあたり稿本が主要参考資料として用いられたともいわれるが、稿本は見つかっておらずその成立の時期も定かではない。明治7年（1874年）11月には宮城師範学校長を命じられたが、同月中に文部省出仕を免ぜられている。その後、明治10年（1877年）に鈴木唯一、辻新次らと汎愛社を設立。同年6月から明治13年（1880年）4月まで機関誌『教育新誌』の編集長を務めた。明治13年5月、文部一等属として復職。翌年11月に准奏任御用掛、明治17年（1884年）2月に文部権少書記官に進み、明治18年（1885年）12月に非職となるまで同省に在職。地方学務局（のち普通学務局）に勤務し、明治18年2月に編輯局、次いで報告局に移った。
明治29年（1896年）5月26日、腸チフスのため東京本郷区西片町の自邸で死去し、本郷の吉祥寺に葬られた。享年59。

## 著作
- 福岡県学事巡視功程（『文部省第十二年報附録』）

翻訳
- 『仏国学制』 文部省、1873年9月初編巻之一-巻之二・第二編
第三編以降は河津祐之が訳出。
  - 吉野作造編輯代表 『明治文化全集 第十巻 教育篇』 日本評論社、1928年3月 ／ 明治文化研究会編 『明治文化全集 第十八巻 教育篇』 日本評論社、1967年12月 ／ 明治文化研究会編 『明治文化全集 第十一巻 教育篇』 日本評論社、1992年10月、ISBN 4535042519
- 『絵入 啓蒙訓話』 島村利助ほか、1874年6月（全3冊）
- 『理事功程』 文部省、1875年1月巻之四-巻之七
「仏国」の巻を訂正補訳。
  - 『理事功程』 雄松堂書店〈明治初期教育稀覯書集成〉、1982年6月
  - 『理事功程』 臨川書店、1974年4月
- 『労氏地質学』 文部省、1879年10月上冊 ／ 1879年12月下冊
- 『小学理科読本』 文栄堂、1887年5月（全6冊）
  - 板倉聖宣ほか編著 『理科教育史資料 第2巻 理科教科書史』 東京法令出版、1986年10月 - 抄録。

編書
- 『普通小学修身口授』 小林八郎、1886年3月（全6冊）
- 『普通小学修身書』 小林八郎、1886年4月（全5冊）
- 『尋常小学読本』 文栄堂、1886年10月（全8冊）
- 『高等小学読本』 文栄堂、1887年5月（全8冊）

## 関連文献
- 中野善達 「幕末・明治初期における西洋教育関係書の翻訳」（多賀秋五郎編著 『近代アジア教育史研究 上巻』 岩崎学術出版社、1969年3月）
- 栗村清子 「明治5年「学制」の基礎資料とされた『佛國學制』等の原拠の解明」（『Autres』第6号、研究・教育連携オートル、2015年3月）